# Holocène
Pour l’article homonyme, voir Holocène (festival).
Stratigraphie
Pléistocène
Paléogéographie et climat
Contexte géodynamique
Dernière période interglaciaire, précédée de la glaciation de Würm
L'Holocène (du grec ancien : ὅλος / hólos, « entier », et καινός / kainós, « récent ») est une époque géologique s'étendant sur les 12 000 dernières années, toujours en cours. Il est fréquemment subdivisé en fonction de palynozones.

## Étymologie
Le mot Holocène est formé sur deux mots grecs anciens : hólos (ὅλος, entier) et kainós (καινός, nouveau), l'idée étant que cette époque est « entièrement nouvelle ».

## Définition climatique
L'Holocène est une période interglaciaire du Quaternaire. C'est une période tempérée qui suit la dernière période glaciaire du Pléistocène (dénommée Glaciation vistulienne en Europe du Nord, Glaciation de Wisconsin en Amérique du Nord, et Glaciation de Würm dans les Alpes). L'Holocène est la deuxième et actuelle époque de la période Quaternaire.

## Anciennes chronozones (1982)
Anciennes périodes de l’Holocène en Europe :
- Préboréal : 12 080 à 10 187 ans AP ("AP" = avant le présent, conventionnellement avant 1950) ;
- Boréal : 10 187 à 8 332 ans AP ;
- Atlantique : 8 332 à 5 166 ans AP ;
- Subboréal : 5 166 à 2 791 ans AP ;
- Subatlantique : de 2 791 ans AP à aujourd'hui.

## Nouvelles subdivisions (2018)
L'Holocène a été subdivisé par la Commission internationale de stratigraphie en trois étages :
- le Greenlandien, de 11 700 à 8 236 ans AP ;
- le Northgrippien, de 8 236 à 4 250 ans AP ;
- le Méghalayen, de 4 250 ans AP à aujourd'hui.

## Transgression marine
La remontée du niveau des océans, amorcée à la fin du dernier maximum glaciaire, durant lequel le niveau des mers était à environ 120 mètres sous le niveau actuel, et due à la fonte des inlandsis de l'hémisphère nord, s'est amplifiée au début de l'Holocène, jusqu'à atteindre le niveau actuel il y a environ 6 000 ans. La mer Noire s'est remplie il y a environ 8 000 ans. La hausse du niveau marin isola les îles Britanniques du continent européen.
Avec la fonte des calottes glaciaires, les terres situées au-dessous ou à la marge des anciens inlandsis, libérées du poids de la glace, remontent (isostasie du manteau supérieur). Cependant, la remontée des eaux permit une transgression temporaire dans les terres situées en marges des inlandsis. Des fossiles marins peuvent être trouvés en Ontario, au Vermont, au Québec et au Michigan. En dehors des zones de haute latitude où la mer s'est avancée à la suite de la dépression glaciaire, on trouve ce type de fossiles dans le lit des lacs, les plaines d'inondation, et les dépôts à l'intérieur des cavernes.

Diagramme des températures durant l'Holocène.

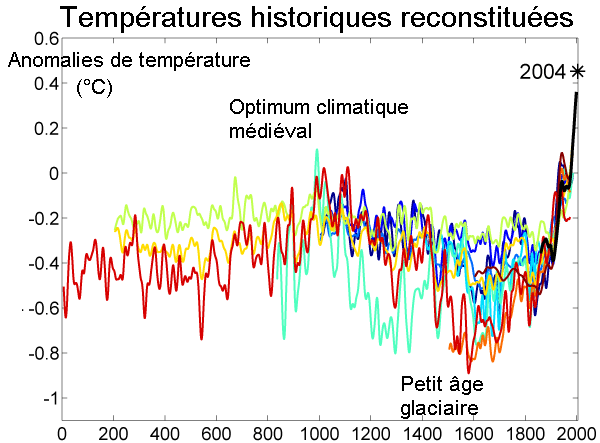
La chronologie des oscillations du petit âge glaciaire varie selon les études, mais toutes s'accordent sur une baisse générale de la température moyenne entre les années 1303 et 1860.
Explication détaillée du graphique (et traduction).

## Fluctuations climatiques
Au début de l'Holocène, la température s'élève notablement jusqu'au VIIIe millénaire av. J.-C. Les précipitations augmentent, entraînant une diminution des zones désertiques. Les zones habitables se décalent vers le Nord. À la faveur du réchauffement climatique, faune et flore tempérées reconquièrent les moyennes et hautes latitudes, et les écosystèmes de climats froids sont isolés dans des niches écologiques. La répartition des espèces est ainsi fortement modifiée (remontées vers le nord des biomes et des biocénoses).
Des variations climatiques importantes se produisent par la suite.
Vers 6000 av. J.-C., le Sahara se couvre de végétation et de multiples lacs s'y créent. Les troupeaux de grands herbivores quittent les zones tropicales où les forêts s'étendent, pour se diriger vers les savanes apparues dans les déserts du Nord et du Sud. Ils sont suivis par une population humaine de chasseurs-cueilleurs, ensuite remplacés au Néolithique par des éleveurs et agriculteurs venus du Proche-Orient. Ils laissent des peintures et gravures rupestres dans le Sahara. Le retour ultérieur du désert, entre 3000 et 1000 av. J.-C., contraint cette population à migrer sur les rives du Nil, donnant naissance à l'Égypte antique.
Un phénomène comparable se déroule en Amérique du Sud, à l'origine de la civilisation de Paracas.
Vers 1400 av. J.-C., commence une période de refroidissement global, appelée néoglaciation (en). Cette dégradation serait liée à la combinaison des causes habituelles (orbitales et océaniques) et à des variations de l'activité solaire. Le refroidissement global est marqué par des cycles climatiques : l'optimum climatique médiéval qui suit le pessimum des migrations (de) et le réchauffement climatique actuel qui suit le Petit âge glaciaire.

## Extinction de la mégafaune
Le tournant Pléistocène / Holocène est marqué hors d'Afrique par une rapide et importante vague d'extinction d'espèces de grands mammifères. La mégafaune s'y est très fortement réduite.

### Amérique
En Amérique vivaient jusqu'à il y a environ 13 000 ans de nombreux très grands animaux (jusqu'au triple des tailles des animaux correspondants en Afrique contemporaine). Toute cette mégafaune a brutalement disparu :
- Les mastodontes, parents des mammouths et éléphants, vivaient dans les forêts nord-américaines. Ils semblent avoir disparu assez brutalement, après avoir vécu plus de 30 millions d'années, du Mexique à l'Alaska actuels. Le mammouth laineux et le mammouth américain (le plus gros de tous les proboscidiens, pesant 10 tonnes environ) qui vivaient dans des espaces plus ouverts, et qui étaient parfaitement adaptés aux toundras, ont également brutalement disparu. Ainsi que le mammouth nain (moins de 2 m de haut).
- De même pour les très grands paresseux terrestres d'Amérique du Nord : (Megalonyx jeffersonii, Glossotherium harlani, Eremotherium laurillardi, et Nothrotheriops shastensis) ; cette dernière espèce étant de la taille d'une vache, sauf une sous-espèce trouvée en Floride qui atteignait celle d'un éléphant actuel, pesant plus de 3 tonnes. Plus au sud (aux actuelles Argentine, Uruguay) des paresseux ont atteint près de 6 tonnes et une taille dépassant celle des plus grands mammouths.
- Les grands carnivores ont totalement disparu des deux Amériques, dont le guépard américain (plus grand que le guépard africain contemporain), le tigre à dents de sabre, ou le lion d'Amérique (plus grand que le lion africain actuel).
- Le glyptodon a disparu à la fin de la période glaciaire.
- Les ours géants à face courte de près du double de la taille d'un grizzly, et probablement plus rapides grâce à des jambes plus longues, qui ont peut-être freiné le passage de l'homme vers l'Amérique par le détroit de Béring, ont disparu aussi.
- Tout comme le castor géant, ainsi que des espèces plus petites dont trois genres d'équidés, et plusieurs variétés de chameaux et tapirs nord-américains, ainsi qu'un pécari de grande taille.
- De nombreux mammifères herbivores à bois, l'un des gibiers préférés de l'homme préhistorique ont aussi disparu d'Amérique du Nord à cette époque, tels l'antilope d'Amérique ou l'orignal de Scotts (plus grand que l'élan et l'orignal contemporains).

Toutes ces espèces (appartenant à 60 genres de grands mammifères, et incluant une vingtaine d'espèces d'équins) ont disparu d'Amérique sur quelques millénaires, ce qui est une période très brève à l'échelle des temps géologiques. Ceci après avoir survécu aux trois dernières glaciations. Tous les grands animaux terrestres ont été affectés.

### Eurasie
En Eurasie, l'extinction de la mégafaune fut un peu moins sévère qu'en Amérique. Il est probable que les mammifères avaient évolué en même temps que l'homme devenait un prédateur redoutable, la sélection conservant ceux qui se méfiaient le plus du bipède.
On peut signaler notamment la disparition du Mammouth laineux, du Rhinocéros laineux, du Lion des cavernes d'Eurasie et de l'Ours des cavernes.

### Responsabilité des Humains
Alors que les précédentes extinctions massives étaient dues à des phénomènes naturels, comme les éruptions volcaniques, les chutes de pluies acides par exemple, l'extinction du Quaternaire s'explique vraisemblablement par la surchasse exercée par l'Homme moderne.
L'Homme utilisateur du feu, chasseur maîtrisant la pierre taillée, puis l'arc, la sagaie ou le propulseur, voire le boomerang en Australie, chassant avec des chiens, parfois expert en traque et piégeage animal, voire en poison, semble avoir une grande part de responsabilité dans ces disparitions, lesquelles ont peut-être eu d'importantes conséquences en matière d'écosystème et de physionomie des paysages. En Australie, l'introduction des dingos (chien domestique redevenu sauvage) par les premiers habitants de l'île aurait pu causer la disparition de nombreuses espèces animales et de la totalité des grands carnivores indigènes.
L'hypothèse selon laquelle l'homme serait totalement ou principalement responsable de ces disparitions est parfois dite théorie du Blitzkrieg. Elle a notamment été portée et diffusée par Paul S. Martin qui note que de nombreuses pointes de flèches ont été trouvées dans les gisements de fossiles, parfois encore fichées dans certains os. Cette théorie est discutée et d'autres hypothèses (compatibles avec celle-ci) ont été proposées, dont l'introduction de pathogènes ou de parasites qui auraient été responsables d'importantes zoonoses qui auraient décimé les grands animaux (non confirmées à ce jour par l'étude des fossiles), les grands animaux moins nombreux s'y seraient peut-être moins bien adaptés que les petits animaux dont la diversité génétique était peut-être plus élevée.

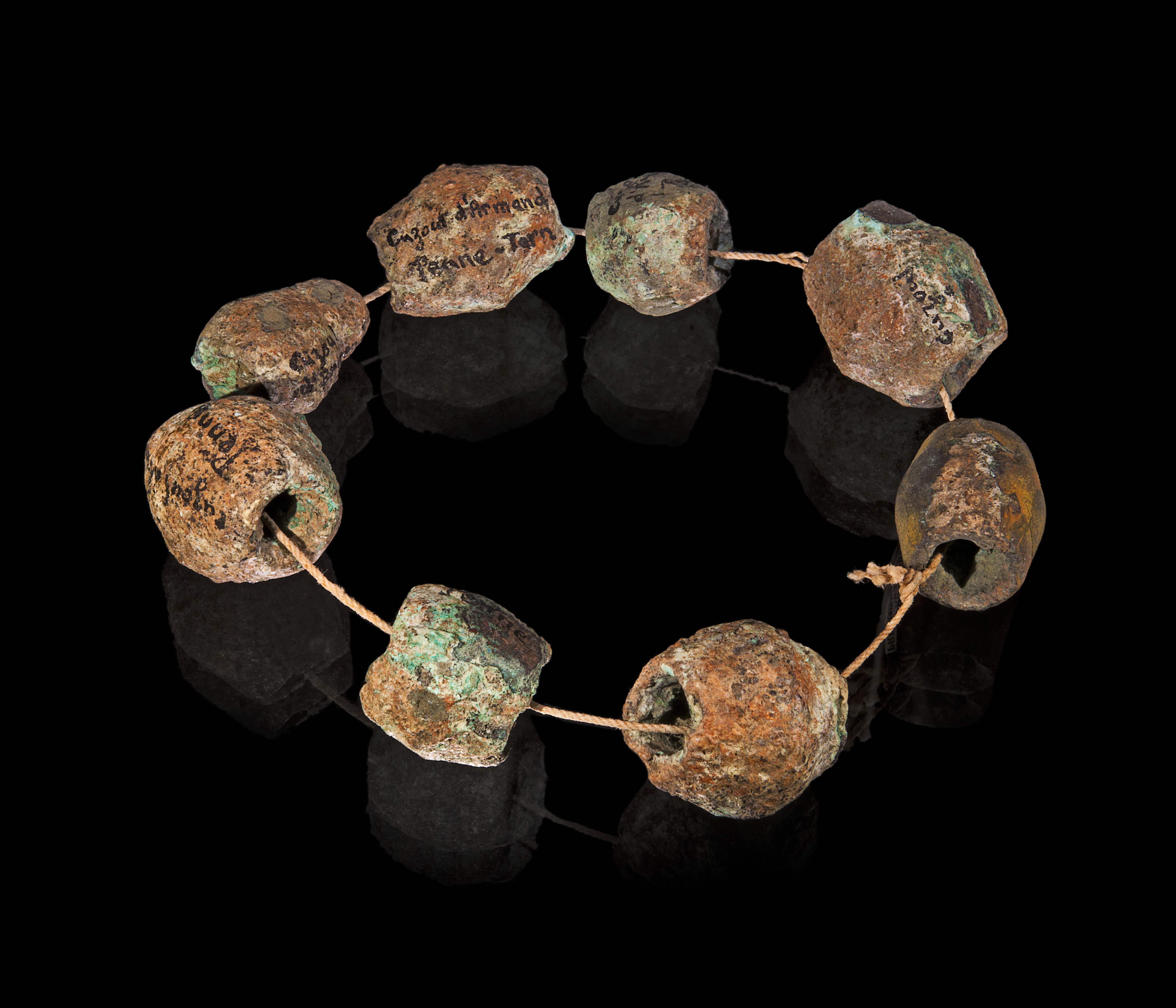
Parure en perles de bronze, vers - 1800 à - 1500 muséum de Toulouse.

## En archéologie
Dans de nombreuses régions d'Eurasie, l'Holocène ouvre la voie au Mésolithique.
Par la suite, le Néolithique marque le début d'un accroissement démographique exponentiel de l'espèce humaine, connu sous le nom de transition démographique agricole.

### Vidéographie
- « Série de cours du Collège de France sur l'Évolution du climat et de l'océan », sur www.youtube.com (consulté le 21 septembre 2023) ; par Edouard Bard, qui y aborde notamment l'holocène et l'optimum de l'holocène - YouTube